# Bernt Johansson
Bernt Harry Johansson (Göteborg, 18 aprile 1953) è un ex ciclista su strada, pistard e mountain biker svedese.
Nel 1976, tra i dilettanti, vinse l'oro olimpico su strada ai Giochi di Montréal. Fu professionista dal 1977 al 1981.

## Carriera
Rappresentò il suo Paese ai Giochi olimpici di Monaco di Baviera nel 1972 e a quelli di Montréal nel 1976, in cui vinse la medaglia d'oro della prova in linea superando l'italiano Giuseppe Martinelli e il polacco Mieczysław Nowicki. Sempre tra i dilettanti fece suo il titolo iridato della cronosquadre nel 1974 a Montréal.
Passò professionista all'inizio stagione 1977, e gareggiò sempre per squadre italiane, prima con la Fiorella-Mocassini, poi dal 1979 al 1981 con la Magniflex. Si aggiudicò un Trofeo Baracchi in coppia con Carmelo Barone, due Gran Premi Industria e Commercio di Prato, un Giro dell'Emilia, un Giro del Lazio e soprattutto le tappe di Voghera e Bosco Chiesanuova al Giro d'Italia 1979, competizione in cui si classificò al terzo posto finale.

## Palmarès
- 1973 (dilettanti)

2ª tappa Sex-Dagars
4ª tappa Sex-Dagars (Stoccolma > Vårby)
Classifica generale Sex-Dagars
Östgötaloppet
Campionati svedesi, Staffetta a squadre (con Stig Gustavsson e Lennart Johansson)
Campionati svedesi, Cronometro a squadre (con Lennart Fagerlund e Anders Gåvertsson)
Nordisk Mesterskab, Cronometro a squadre (con Tord Filipsson, Leif Hansson e Sven-Åke Nilsson)
- 1974 (dilettanti)

Östgötaloppet
Campionati svedesi, Prova in linea
Campionati del mondo, Cronometro a squadre (con Lennart Fagerlund, Tord Filipsson e Sven-Åke Nilsson)
- 1975 (dilettanti)

8ª tappa Milk Race (Sheffield > Lincoln)
Classifica generale Milk Race
2ª tappa, 1ª semitappa Sex-Dagars
Solleröloppet
Campionati svedesi, Cronometro a squadre (con Lennart Fagerlund e Lennart Johansson)
Nordisk Mesterskab, Cronometro a squadre (con Lennart Fagerlund, Tord Filipsson e Tommy Prim)
- 1976 (dilettanti)

7ª tappa Milk Race (Stoke-on-Trent > Southport)
Campionati svedesi, Cronometro a squadre (con Lennart Fagerlund e Lennart Johansson)
Nordisk Mesterskab, Prova in linea Dilettanti
Nordisk Mesterskab, Cronometro a squadre (con Tord Filipsson, Sven-Åke Nilsson e Tommy Prim)
Giochi olimpici, Prova in linea
- 1977 (Fiorella, quattro vittorie)

2ª tappa Vuelta a Levante (Benicasim > Calp)
Classifica generale Vuelta a Levante
Gran Premio di Castrocaro Terme-Forlì (cronometro)
Trofeo Baracchi (cronocoppie con Carmelo Barone)
- 1978 (Fiorella, quattro vittorie)

3ª prova Cronostaffetta (con Giovanni Battaglin)
Gran Premio Industria e Commercio di Prato
Gran Premio di Castrocaro Terme-Forlì (cronometro)
Giro dell'Emilia
- 1979 (Magniflex, tre vittorie)

11ª tappa Giro d'Italia (La Spezia > Voghera)
14ª tappa Giro d'Italia (Meda > Bosco Chiesanuova)
Gran Premio Industria e Commercio di Prato
- 1980 (Magniflex, due vittorie)

5ª tappa, 2ª semitappa Vuelta a Andalucía (Marbella > Ronda)
Giro del Lazio

## Piazzamenti

### Grandi Giri
- Giro d'Italia

1977: 20º
1978: 9º
1979: 3º
1980: ritirato (18ª tappa)
1981: ritirato (11ª tappa)
- Tour de France

1979: ritirato (3ª tappa)

### Classiche monumento
- Milano-Sanremo

1977: 46º
1980: 91º
- Giro di Lombardia

1977: 21º
1978: 2º

### Competizioni mondiali
- Campionati del mondo su strada

Montréal 1974 - Cronosquadre Dilettanti: vincitore
Ostuni 1976 - In linea Dilettanti: vincitore
San Cristóbal 1977 - In linea: 14º
Nürburgring 1978 - In linea: ritirato
Valkenburg 1979 - In linea: ritirato
- Campionati del mondo di mountain bike

Il Ciocco 1991 - Cross Country: 9º
- Giochi olimpici

Monaco di Baviera 1972 - In linea: ritirato
Montréal 1976 - In linea: vincitore
Montréal 1976 - Cronosquadre: 7º